# Maximkulspruta
Maximkulspruta är en modell av kulspruta som utvecklades av Hiram Maxim under 1880-talet. Maximkulsprutan var den första helautomatiska kulsprutan och kom att antas av ett stort antal länder och tillverkas i en mängd olika versioner. Versioner av Maximkulsprutan användes på bägge sidor i såväl första som andra världskriget.

## Design

### Mekanism

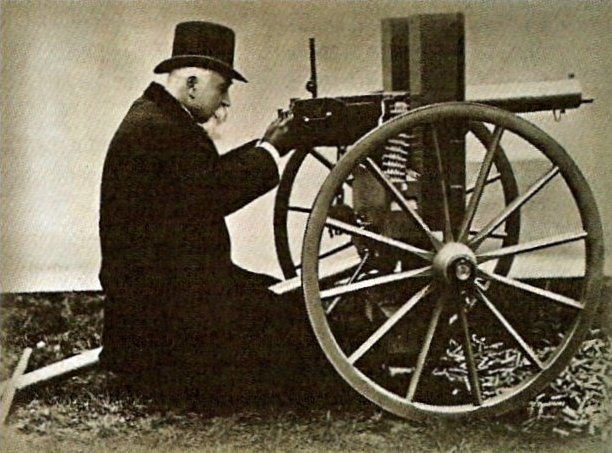
Hiram Maxim själv demonstrerar en av sina första prototyper.

När en patron avfyras pressar rekylkraften både pipan och slutstycket, som är sammanlåsta av ett låsblock, bakåt. Låsblocket är sammankopplat med en hävarm som drar ut låsblocket ur slutstycket och frikopplar det från pipan när det har nått tillräckligt långt bak. Slutstycket fortsätter bakåt av egen kraft och kastar ut tomhylsan, matar fram en ny patron från bandet, samt spänner upp rekylfjädern.
När trycket i pipan har sjunkit pressar fjädern fram slutstycke och pipa till låst läge. Om avtryckaren fortfarande är intryckt slår slagstiftet fram och avfyrar nästa patron.

### Kylning
Ett utmärkande drag för Maximkulsprutan är den vattenfyllda kylmanteln som omsluter större delen av pipan. Fördelen är att Maximkulsprutan kan skjuta ihållande eld under lång tid. Nackdelen är att vapnet blir tungt och ohanterligt samt att det behöver ständig påfyllning av vatten i takt med att vattnet i kylmanteln kokar bort.

## Historik
De första patenten som kulsprutan bygger på lämnades in under sommaren 1883 och den första fungerande prototypen demonstrerades i oktober 1884. De första kulsprutorna var i kaliber .577/450 Martini-Henry och tillverkades i Maxims verkstad i Hatton Garden i London. Hiram Maxims fabrik köptes 1897 upp av Vickers, som därefter utvecklade konstruktionen.

### Kolonialkrig
Första gången Maxinkulsprutan användes i strid var under första Matabelekriget 1893–1894. Taktiken för användning av kulsprutor i fält var fortfarande i sin linda, vilket gjorde att de sällan användes effektivt. Vid ett tillfälle lyckades dock en pluton om femtio man med fyra Maxinkulsprutor slå tillbaka ett anfall av över fem tusen Ndebele-krigare, något som fick stort psykologiskt genomslag på båda sidor.
| ”                                      | Whatever happens, we have got The Maxim gun, and they have not. | „ |
| – Hilaire Belloc, The Modern Traveller |                                                                 |   |

Första gången Maximkulsprutor användes i någon större skala var vid slaget vid Omdurman 1898. Under andra boerkriget användes Maximkulsprutor första gången av båda sidor.
Så länge traditionellt svartkrut användes i patronerna var det dock svårt att utnyttja den helautomatiska funktionen om Maximkulsprutans fördel framför andra kulsprutekonstruktioner var inte signifikant.

### Rysk-japanska kriget
Skeptisismen mot kulsprutor var stark i många arméer. Dels för att det fortfarande var oklart om kulsprutor var infanterivapen eller om de skulle räknas som artilleri, dels för att tidigare kulsprutor som Gatlingkulsprutan hade visat sig vara otillförlitliga under fältmässiga förhållanden.
Erfarenheterna från Afrika tillsammans med utnyttjande av nya tekniskta framsteg som röksvagt krut gjorde att vapnet vann acceptans under 1900-talets första decennium. Kejserliga ryska armén hade använt Gatlingkulsprutor med god effekt under slaget om Plevna 1877 och var en av de första som började använda Maximkulsprutor i stor skala. Under rysk-japanska kriget 1904–1905 användes de med god effekt för att försvara fort och fästningar.

### Första världskriget
Vid tiden för första världskriget hade många länder infört Maximkulsprutor. Dessa var oftast modifierade varianter tillverkade på licens som tyska MG08 eller ryska PM M1910. Det var under första världskriget som kulsprutans eldkraft för första gången utnyttjades till fullo, med förödande resultat, och kom att för alltid förändra krigföringen.

### Andra världskriget
Flera stridande länder hade under andra världskriget fortfarande varianter av Maxims kulspruta i bruk, mest välkänt den ryska/sovjetiska PM1910 och den brittiska Vickers. Konceptet med tunga vattenkylda kulsprutor hade blivit omodernt med utvecklandet av bättre lätta kulsprutor och luftkylda enhetskulsprutor, mest tydligt i jämförelse med den tyska arméns MG34 och MG42. Sovjetunionen gjorde under mellankrigstiden försök med det tyska idén med en Maxim-baserad lätt kulspruta i en variant som kom att kallas "Maxim-Tokarev" efter sin utvecklare. Den hade gevärskolv, luftkyld pipa, benstöd och vägde 12,9 kg, men blev aldrig någon stor succé och tillverkades 1925-1928 i cirka 2 500 exemplar.